# Хэтчер, Дериан
Де́риан Джон Хэ́тчер (англ. Derian John Hatcher; род. 4 июня 1972, Стерлинг-Хайтс, Мичиган) — американский хоккеист и тренер. Играл на позиции защитника. В настоящее время является владельцем клуба Хоккейной лиги Онтарио «Сарния Стинг».

## Клубная карьера
Играл в юниорской лиге OHL за клуб «Норт Бэй Сентениэлс». На драфте НХЛ 1990 года был выбран в 1 раунде под общим 8 номером клубом «Миннесота Норт Старз». В НХЛ дебютировал в сезоне 1991/92. После переезда «Северных звёзд» в Даллас продолжил выступать за «Даллас Старз». С 1995 года вплоть до ухода в 2003 он был капитаном «Далласа». В 1997 единственный раз в карьере принял участие в Матче всех Звёзд.
Отличался жёстким стилем игры. Например в конце регулярного чемпионата 1998/99 он ударом локтя сломал челюсть Джереми Ренику, за что был отстранён от 2 последних матчей чемпионата и 5 плей-офф. Однако даже без своего капитана «Даллас» легко прошёл первый раунд, а Хэтчер, отбыв дисквалификацию, вернулся в состав во втором матче четвертьфинала и больше матчей в том розыгрыше кубка не пропускал. Во втором матче финальной серии Хэтчер отличился забитой шайбой, а 19 июня 1999 года он стал первым в истории капитаном из США, чья команда выиграла кубок Стэнли. В следующем сезоне «Даллас» был близок к новому триумфу, но уступил «Нью-Джерси». В решающей игре финала Хэтчер провел силовой приём против чешского форварда «Нью-Джерси» Петера Сикоры, в результате чего тот не смог продолжить игру. По итогам сезона 2002/03 попал в состав второй символической сборной звёзд НХЛ.
В июле 2003 года как неограниченно свободный агент подписал долгосрочный контракт с «Детройт Ред Уингз». Однако период в «Крыльях» оказался недолгим: всего один сезон, омрачённый травмой. Во время локаута 2005 года играл за «Мотор-Сити» в UHL — одной из низших американских лиг. Из-за проблем с потолком зарплат перед сезоном 2005/06 «Детройт» был вынужден расстаться с рядом игроков, включая Хэтчера.
В августе 2005 года подписал контракт с «Филадельфией Флайерз». После пропуска целого сезона 2008/09 из-за хронической травмы Хэтчер объявил о завершении карьеры.

## Международная карьера
За сборную США игрок выступил на двух чемпионатах мира (1993, 2002), двух олимпиадах (1998, 2006), а также на победном кубке мира по хоккею (1996).

## Семья
Брат Дериана Кевин также хоккеист.
Дериан женат, у него два сына и три дочери.

## Статистика
| Легенда | Легенда                    | Легенда | Легенда                   | Легенда | Легенда    |
| ------- | -------------------------- | ------- | ------------------------- | ------- | ---------- |
| И       | Количество проведённых игр | Штр     | Штрафное время            | +/−     | Плюс-минус |
| Г       | Голы                       | П       | Голевые передачи          | О       | Очки       |
| -       | Статистика неизвестна      | —       | Статистика не учитывалась |         |            |

## Достижения
| Год  | Команда      | Достижение              | Достижение |
| ---- | ------------ | ----------------------- | ---------- |
| 1996 | США          | Победитель Кубка мира   |            |
| 1999 | Даллас Старз | Обладатель Кубка Стэнли |            |

| Год  | Команда      | Достижение                                 | Достижение |
| ---- | ------------ | ------------------------------------------ | ---------- |
| 1997 | Даллас Старз | Участник Матча всех звёзд НХЛ              |            |
| 2003 | Даллас Старз | Попадание во вторую Сборную всех звёзд НХЛ |            |

После завершения карьеры Хэтчер был включен в несколько разных Залов Славы. Он дважды находится в Зале хоккейной слав США: в 2010-м году он был введен в Зал славы самостоятельно, а второй раз в 2016-м году — в составе сборной США, выигравшей Кубок Мира 1996 года.
В 2022-м году Хэтчер стал одним из двух первых участников в Зале славы команды «Даллас Старз», капитаном которой он был в течение долгого времени, и в составе которой выиграл Кубок Стэнли.